# Famille Le Tonnelier de Breteuil
Pour les articles homonymes, voir Breteuil.
 (mars 2018).
Si vous disposez d'ouvrages ou d'articles de référence ou si vous connaissez des sites web de qualité traitant du thème abordé ici, merci de compléter l'article en donnant les références utiles à sa vérifiabilité et en les liant à la section « Notes et références ».
La famille Le Tonnelier de Breteuil, anciennement Le Tonnelier, est une famille subsistante de la noblesse française, anoblie en 1572 par l'achat d'une charge anoblissante de secrétaire du roi, originaire du Beauvaisis puis établie en Île-de-France, au château de Breteuil (Yvelines), auquel elle a donné son nom.

## Histoire
La famille Le Tonnelier de Breteuil a été anoblie en 1572 par la charge de secrétaire du roi en la personne de Jean Le Tonnelier , seigneur de Conti en Picardie et de Breteuil en Beauvaisis.
Trois de ses membres ont occupé des charges ministérielles sous les règnes des rois Louis XIV, Louis XV et Louis XVI. Cette famille compte également parmi ses membres trois évêques et une mathématicienne.
François Le Tonnelier de Breteuil (1638-1705) a été fait marquis de Fontenay-Trésigny par lettres patentes de 1691 (branche ainée éteinte),. La branche cadette subsistante a été titrée baron en 1824.

## Généalogie simplifiée
Louis Le Tonnelier de Breteuil (1609-1685), marié en 1637 avec Chrétienne Le Court, dont :
1. François Le Tonnelier de Breteuil, 1er marquis de Fontenay-Trésigny (1638-1705), marié en 1684, avec Anne de Calonne, dont :
  1. François-Victor Le Tonnelier de Breteuil, 2e marquis de Fontenay-Trésigny (1686-1743), marié le 23 octobre 1714, Ennery, avec Marie Anne Angélique Charpentier, dont :
    1. François-Victor Le Tonnelier de Breteuil, 3e marquis de Fontenay-Trésigny (25 août 1715 - 04 décembre 1771, Doullens), marié le 11 décembre 1768, avec Marie Louise Joséphine Lefèbvre de Milly (1748 - )
    2. Marie Anne Julie Le Tonnelier de Breteuil (01 octobre 1716 - 13 février 1778, Paris), mariée le 05 juin 1741, Paris, avec Charles-Henri Jules de Clermont-Tonnerre (06 avril 1720, Paris - 26 juillet 1794, Paris), dont : postérité
    3. Gabrielle Louise Rosalie Le Tonnelier de Breteuil (28 août 1725 - 16 juillet 1792), mariée (1°) en 01 août 1743, avec Charles Armand de Pons (06 juin 1892 - 21 mai 1770), mariée (2°) en 1771, avec Louis Armand Constantin de Rohan (18 avril 1731, Paris - 24 juillet 1794, Paris), dont : postérité
    4. Florent Victor Le Tonnelier de Breteuil (25 novembre 1728 - )

  2. Charles-Louis-Auguste Le Tonnelier de Breteuil (1687-1732)
2. Antoine Le Tonnelier de Breteuil (1640-1696)
3. Charles Achille Le Tonnelier de Breteuil (1640-1708), marié en 1695, avec Anne-Madeleine de la Guette, dont :
  1. Claude Louis Charles Le Tonnelier de Breteuil (1697 - 09 février 1735), marié en 24 avril 1720, avec Laura O'Brien of Clare[4] (1697 - 10 juin 1781), dont :
    1. Louis Charles Olympe Le Tonnelier de Breteuil (26 octobre 1721 - ), marié vers 1770, Aix-en-Provence, avec Julie Louise Adélaïde d'Albert de Régusse-Sillans (vers 1745 - 07 mai 1777), dont :
      1. Anne Françoise Louise Hortense Le Tonnelier de Breteuil (vers 1770 - 26 juin 1800, Nogent-sur-Seine), marié avec Armand Paul de La Briffe (06 novembre 1765, Rennes - 12 mars 1796)

    2. Jacques-Laure Le Tonnelier de Breteuil (9 février 1723 - 26 août 1785, Paris)
    3. Anne-François-Victor Le Tonnelier de Breteuil (1726 - 1794)
    4. Anne Charlotte Le Tonnelier de Breteuil (10 janvier 1728 - 31 janvier 1799)
    5. Claude Stanislas Le Tonnelier de Breteuil (07 mai 1730 - 03 novembre 1783, Suresnes), marié (1°) le 20 mars 1771, Paris, avec Marie Aglaé de Cochart de Chastenoyé ( - 1773), marié (2°) le 20 octobre 1778, avec Olympe Marguerite Geneviève de Siry de Margny (24 novembre 1755, Paris - 28 juin 1813, Paris), dont :
      1. Charlotte Laure-Olympe Le Tonnelier de Breteuil (1779-1861), mariée en 1803, avec Charles Raynard de Choiseul
      2. Achille Le Tonnelier de Breteuil (29 mars 1781, Paris - 3 juin 1864, Parie 8e), marié en 1815, avec Elisa Cottin de Fontaine
        1. Louis Charles Ernest Le Tonnelier de Breteuil [5] (11 septembre 1816, Paris 2e - 10 décembre 1883)
        2. Henri Charles Stanislas Le Tonnelier de Breteuil (22 juin 1818, Paris 2e - )
        3. Alexandre Charles Joseph Le Tonnelier de Breteuil[6] (13 décembre 1819, Paris 2e - 6 mai 1906), marié en 1846, avec Charlotte Amélie Louise Anne Fould
          1. Henry Le Tonnelier de Breteuil[7] (17 septembre 1847, Paris 1er - 4 novembre 1916, Paris), marié (1°) le 18 septembre 1878, Paris 8e, avec Marie Sophie Jeanne Constance de Castelbajac (26 juillet 1856, Paris - 28 juillet 1886, Tarbes), marié (2°) le 3 mars 1891, Paris avec Marcelitte Garner (1870 - )
            1. Laure Marie Gabrielle Le Tonnelier de Breteuil (20 octobre 1879, Choisel - 21 avril 1883, Paris 8e)
            2. François Marcel Henri Joseph Le Tonnelier de Breteuil (21 février 1892, Paris 8e - 5 janvier 1972, Lugano), marié (1°) le 21 août 1928, Sainte-Maxime (divorcé le 04 mars 1953), avec Moussia Xenia Bielinnko (21 mars 1908 - 13 novembre 2007), marié (2°) le 04 mai 1952, Greenwich (USA), avec Julia Slutter Woodley, dont :
              1. Henri-François Léon Théophile Le Tonnelier de Breteuil (° 1943), marié en 1967,avec Séverine Marie Yveline Decazes de Glücksbierg (1943-2009), dont :
                1. Marie-Laure Séverine Gabrielle Le Tonnelier de Breteuil (° 1969), mariée avec Christophe Marie Alexandre Froidevaux
                2. Elisabeth Solange Marie Xénia Le Tonnelier de Breteuil (° 1970)
                3. François Louis Jean Alexis Le Tonnelier de Breteuil (° 1975), marié en 1997, avec Pauline Simone Michel Marie Alexandra de Pierre de Bernis-Calvière (° 1974), dont :
                  1. Paul Le Tonnelier de Breteuil (° 2000)
                  2. Elie Le Tonnelier de Breteuil (° 2002)
                  3. Melchior Le Tonnelier de Breteuil (°2005)

              2. Suzanne Le Tonnelier de Breteuil (° 1953)

            3. Jacques Guillaume Charles Le Tonnelier de Breteuil (26 janvier 1894, Paris 8e - 12 août 1934, Paris 7e), marié le 13/04/1921, Paris 8e, avec Elisabeth Emily Marie Ridgway (12 décembre 1903, Paris 8e - 07 février 1962, Joigny), dont :
              1. Laure Marie Marcelle Ellen Le Tonnelier de Breteuil (22 mars 1924, Paris 17e - 13 août 2006, Saint-Martin-de-Ré), mariée en 1944, avec Jean Douglas Robert Le Tonnelier de Breteuil (1906-1945), mariée en 1950 à Guy van den Broek d'Obrenan
              2. Hélène Le Tonnelier de Breteuil (° 1929)

          2. Charles Marie Joseph Le Tonnelier de Breteuil (4 octobre 1862, Choisel - 27 décembre 1899, Paris 8e), marié le 18 avril 1893, Paris 8e, avec Germaine Roussel (17 août 1873, Neuilly-sur-Seine - 22 mai 1930, Paris 16e), dont:
            1. Charles Gérard Robert Le Tonnelier de Breteuil (29 mars 1894, Paris 8e - )

          3. Gaston Charles Joseph Le Tonnelier de Breteuil[8] (8 mai 1864, Choisel - 23 avril 1937, Paris 16e[9]), marié le 18 juillet 1904, Paris 8e, avec Edyth Grant[10] (2 janvier 1873, New York - † > 1922), dont :
            1. Charles Le Tonnelier de Breteuil (26 juin 1905, Paris 8e - 24 septembre 1960, Rabat), marié (1°) le 29 février 1932, Paris 8e, avec Marie Madeleine Jacqueline Solange de Ganay (17 février 1902, Salbris - 23 août 2003, Paris 8e), marié le 25 mai 1937, Paris 7e, avec Yvonne Maria Marguerite Laget (16 février 1903, Paris 10e - 28 août 2000, Paris 18e), marié (3°) le 22 juillet 1947, Casablanca, avec Anne-Marie Madeleine Redier (30 août 1909, Saint-Nazaire - 30 décembre 1993, Marrakech), dont :
              1. Charles Michel Le Tonnelier de Breteuil (6 décembre 1926, Nice - 3 avril 2018, Boulogne-Billancourt), marié (1°) en 1957 (divorce en 1963), avec Constance Mallet (° 1931), marié (2°) en 1965, avec Brigitte Fugmann, dont :
                1. Nicolas Charles Le Tonnelier de Breteuil (° 1967), marié en 1993, avec Pascaline Marie de Villele (° 1969), dont :
                  1. Charles Le Tonnelier de Breteuil (1995)
                  2. Raphaëlle Le Tonnelier de Breteuil (1997)
                  3. Laure Le Tonnelier de Breteuil (2002)

                2. Nathalie Gabrielle Le Tonnelier de Breteuil (° 1968), mariée en 1997, avec Philippe Pierre Marie Rebut (° 1959)

              2. Jean Le Tonnelier de Breteuil (1949-1972)

            2. Jean Douglas Robert Le Tonnelier de Breteuil (1906-1945), marié en 1944, avec Laure Marie Marcelle Ellen Le Tonnelier de Breteuil (1924-2006), dont :
              1. Marie-Laure Le Tonnelier de Breteuil (° 1945), mariée en 1968 avec Jean-Claude Charrault (°1942)

          4. Marie-Elisabeth Laure Le Tonnelier de Breteuil (21 janvier 1869, Paris 8e - 24 octobre 1918, Paris 16e), mariée le 24 avril 1889, Paris 8e, avec Jean Claude Joseph de la Rochefoucauld (3 février 1865, Paris 7e - 12 janvier 1917, Paris 8e), dont : postérité

        4. Marie Ernestine Elizabeth Le Tonnelier de Breteuil (02 novembre 1821, Paris 2e - )
        5. Marie Charlotte Laure Le Tonnelier de Breteuil (23 avril 1826, Paris 2e - )

      3. Louis Elizabeth Le Tonnelier de Breteuil (20 avril 1783, Paris - )

    6. Marie Thérèse Le Tonnelier de Breteuil (24 août 1733 - 06 février 1801, Paris)
    7. Claude Charles Henri Le Tonnelier de Breteuil (31 décembre 1734 - 1764)
4. Louis Le Tonnelier de Breteuil (1642 - 12 septembre 1712)
5. Louis Le Tonnelier de Breteuil (1643 - )
6. Jean-Baptiste Le Tonnelier de Breteuil (1644 - 1668)
7. Claude Le Tonnelier de Breteuil (1644 - 8 janvier 1698, Boulogne-sur-Mer)
8. Louis Nicolas Le Tonnelier de Breteuil (30 août 1648, Montpellier - 24 mai 1728), marié (1°) le 03 août 1679, avec Anne Marie Lefèbvre de Caumartin ( - 1660), marié (2°) en 15 avril 1697, avec Gabrielle Anne de Froulay, dont :
  1. René Alexandre Le Tonnelier de Breteuil (07 février 1698 - 1720, Montargie)
  2. Charles Auguste Le Tonnelier de Breteuil (17 novembre 1701 - 13 juin 1731), marié le 7 juin 1728à la chapelle du château de Vaudreuil[11] avec Marie Françoise Goujon de Gasville (1714 - 1753), dont :
    1. Louis Auguste Le Tonnelier de Breteuil (7 mars 1730, Azay-le-Ferron - 2 novembre 1807, Paris), marié le 24 janvier 1752, Montgeron, avec Philiberte Jerome Parat de Montgeron (10 novembre 1737, Paris - 14 mars 1765, Stockholm), dont :
      1. Marie Angélique Elisabeth Amélie Le Tonnelier de Breteuil (14 janvier 1757, Paris - 14 mai 1833, Paris), mariée le 28 avril 1772, Paris, avec Louis Charles Auguste Goyon de Matignon (22 avril 1755, Paris - 18 décembre 1773, Paris), dont : postérité

    2. Marie Elisabeth Emilie Le Tonnelier de Breteuil (20 mai 1731 - )

  3. Gabrielle Emilie Le Tonnelier de Breteuil (17 décembre 1706, Paris - 10 septembre 1749, Lunéville), mariée le 12 juin 1725, avec Florent Claude du Châtelet (1695-1765), dont : postérité
  4. Élisabeth-Théodose Le Tonnelier de Breteuil (8 octobre 1712 - 24 juillet 1781)
9. Marie Anne Le Tonnelier de Breteuil (18 décembre 1655 - )
10. Élisabeth Chrétienne Le Tonnelier de Breteuil (06 mars 1657 - )

## Personnalités
- Antoine Le Tonnelier de Breteuil (1640-1696), chef d'escadre des galères
- Claude Le Tonnelier de Breteuil (mort en 1698), évêque de Boulogne
- Louis Le Tonnelier de Breteuil (1609-1685), contrôleur général des finances
- Louis Nicolas Le Tonnelier de Breteuil (1648-1728), introducteur des ambassadeurs du roi Louis XIV
- François-Victor Le Tonnelier de Breteuil, né le 17 avril 1686, mort à Issy le 7 janvier 1743, marquis de Fontenay-Trésigny, baron de Boitron, baron de Preuilly[12],[13],[14], sire de Villebert, seigneur de Breteuil, du Mesnil-Chassemartin, des Chapelles, de Villenevotte, de Palaiseau, deux fois ministre de la Guerre sous Louis XV, chancelier et garde des sceaux de la Maison de la reine, commandeur, prévôt et grand maitre des cérémonies de l'ordre du Saint-Esprit de 1721 à 1743 ;
- Charles-Louis-Auguste Le Tonnelier de Breteuil (1687-1732), grand-maître de la chapelle de la Musique du roi (1725-1732), puis évêque de Rennes
- Gabrielle Émilie Le Tonnelier de Breteuil, Émilie du Châtelet (1706-1749), mathématicienne française
- Élisabeth-Théodose Le Tonnelier de Breteuil (1712-1781), chevalier de l'ordre de Saint-Jean de Jérusalem[15],[16], prieur commendataire, agent général du clergé de France
- Jacques-Laure Le Tonnelier de Breteuil (1723-1785), chevalier de l'ordre de Saint-Jean de Jérusalem[17], reçoit des commanderies et nommé ambassadeur de cet ordre, membre de l'Académie royale de peinture et de sculpture
- Anne-François-Victor Le Tonnelier de Breteuil (1726-1794), évêque de Montauban et député du clergé (1789-1791) de paroisses situées en Bas-Armagnac dans la généralité d'Auch
- Louis Auguste Le Tonnelier de Breteuil (1730-1807), diplomate et ministre de la maison du roi Louis XVI
- Achille Le Tonnelier de Breteuil (1781-1864), polytechnicien, conseiller d'État, préfet, pair de France, sénateur sous le Second Empire
- Henry Le Tonnelier de Breteuil (1847-1916), capitaine, député des Hautes-Pyrénées, l'un des promoteurs de l'Entente cordiale
- Charles Le Tonnelier de Breteuil (1905-1960), homme de presse
- Jean Le Tonnelier de Breteuil (1949-1972), playboy et revendeur de drogue

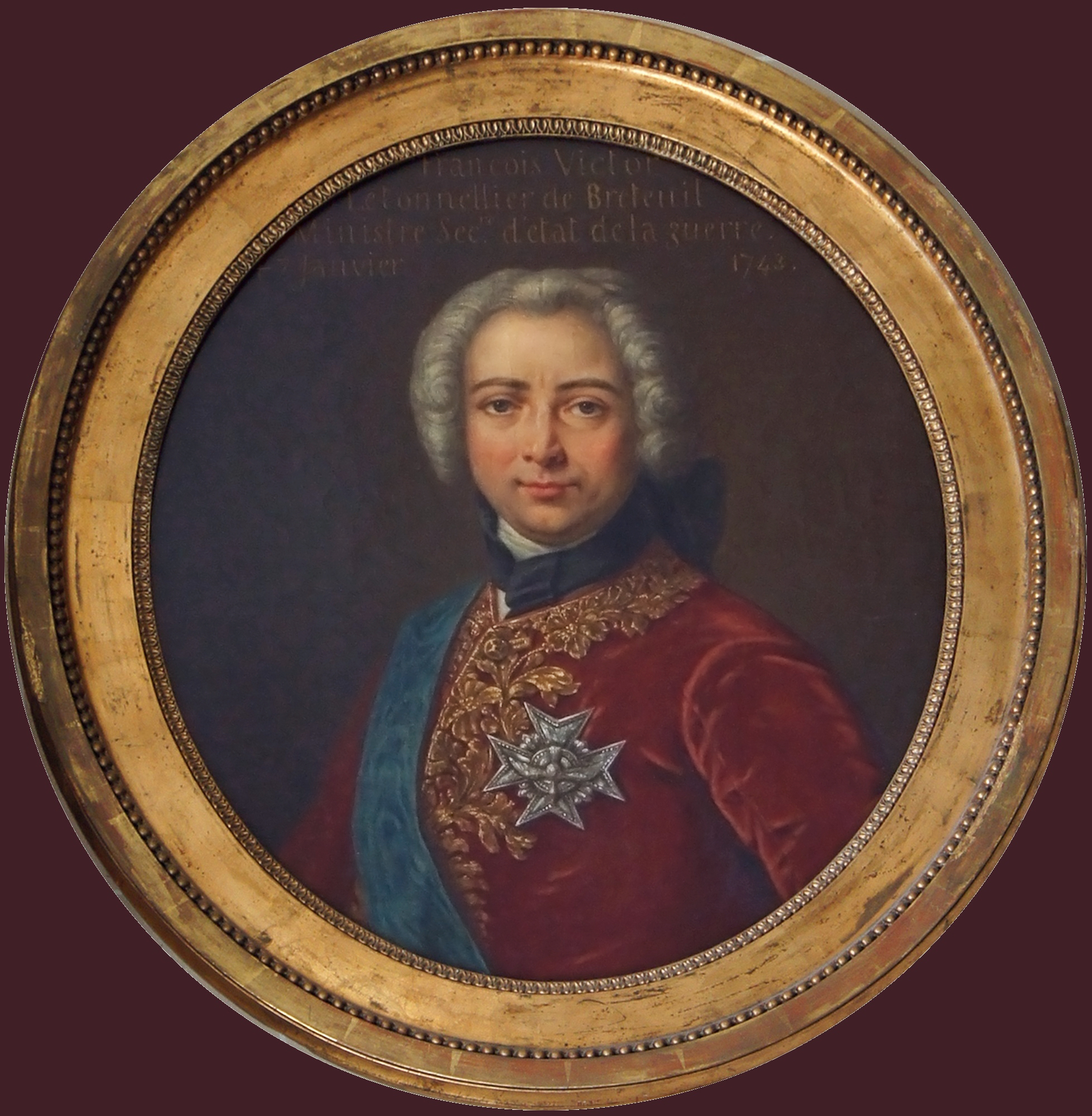
François Victor Le Tonnelier de Breteuil
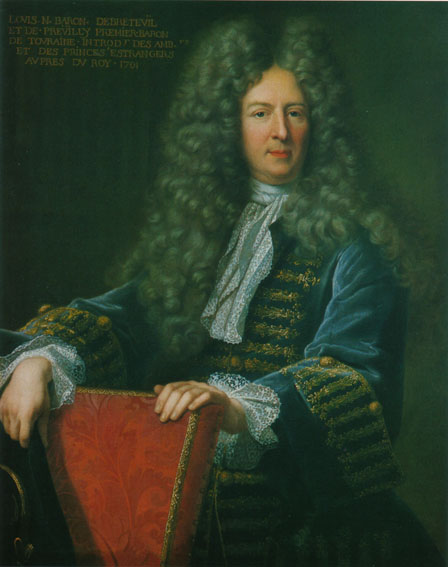
Louis-Nicolas Le Tonnelier de Breteuil
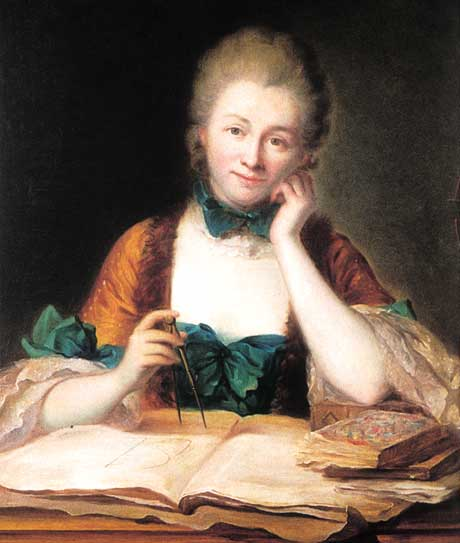
Émilie Le Tonnelier de Breteuil, épouse du Châtelet
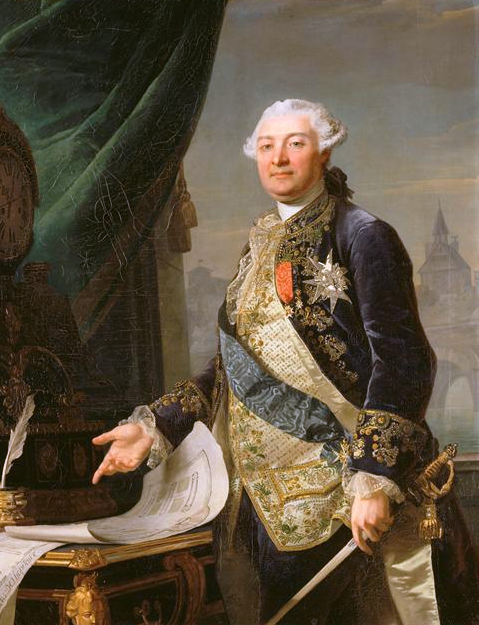
Louis Auguste Le Tonnelier de Breteuil
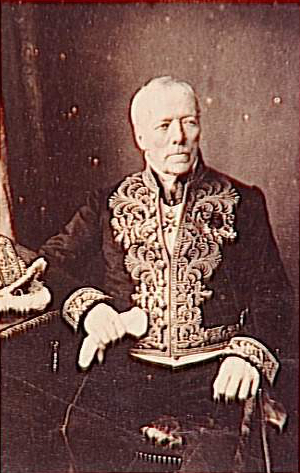
Achille Le Tonnelier de Breteuil

## Possessions
Cette famille possède le château de Breteuil depuis 1712.
Cette famille posséda également les seigneuries de Villebert, des Chapelles, du Mesnil-Chassemartin, de Palaiseau, et de Villenevotte.

## Armes & titres
D'azur à l'épervier essorant d'or, longé et grilleté de même

### Titres éteints
- Marquis de Fontenay-Trésigny (1691)
- Comte de Breteuil et de l'Empire (1813)
- Baron de Breteuil et de l'Empire (1810)

### Titres actuels
- Baron de Breteuil (1824)[1]

Le titre actuel de « marquis de Breteuil » est un titre de courtoisie.

## Postérité
- Pavillon de Breteuil, parc de Saint-Cloud (Hauts-de-Seine)
- Avenue de Breteuil, à Paris 7e/15e arrondissement
- Place de Breteuil, à Paris 7e/15e arrondissement